# KAE 22–23
Die beiden schmalspurigen Tenderlokomotiven KAE 22–23 der Kreis Altenaer Eisenbahn (KAE) waren Dampflokomotiven für den schweren Güterzugdienst und wurden von Jung 1930 gebaut. Sie waren bis 1962 in Betrieb. Die KAE 22 ist erhalten geblieben und befindet sich im Geschichtsmuseum der Stadt Lüdenscheid.

## Geschichte
Da sich die beiden Lokomotiven KAE 20–21 von Borsig bewährt hatten, wurde über die Beschaffung weiterer Lokomotiven für die Rahmedetalbahn nachgedacht. 1928 verhandelte die Betriebsleitung mit der Lokomotivfabrik Jung, wobei die Ausführung mit oder ohne Überhitzer, der Achsstand sowie die Federung umfangreich diskutiert wurden. Letztendlich baute Jung die Lokomotiven nach den Vorgaben des Bestellers als Nassdampflokomotiven.
Die Maschinen waren von Beginn an den betrieblichen Anforderungen nicht gewachsen. Schon bei der ersten Probefahrt unter Überlast zeigten sie einen harten Lauf und bei Bergfahrt waren vor Lüdenscheid die Wasservorräte erschöpft. Anlässlich der zweiten Hauptuntersuchung wurden sie auf Heißdampf umgebaut und erhielten einen Kleinrohrüberhitzer. Dazu wurde die Abfederung geändert, der harte Gang aber bis zuletzt bemängelt.
Beheimatet waren sie in Lüdenscheid und versahen ihren Dienst auf der Rahmedetalbahn sowie auf dem oberen Abschnitt der Versetalbahn. Seltener kamen sie nach Werdohl, etwa, wenn Züge mit Überlast zu befördern waren. Lediglich in den letzten Einsatzjahren befuhren sie diese Strecke planmäßig. Die Lokomotive 23 wurde 1959 mit schadhaftem Kessel abgestellt und 1964 verschrottet. Die 22, die sich besser bewährte, wurde 1962 abgestellt und dem Geschichtsmuseum der Stadt Lüdenscheid als Ausstellungsstück übergeben. 1983 wurde sie bei einer Privatfirma in Münster aufgearbeitet und danach mit drei Wagen im Museum Lüdenscheid hinterstellt.

## Konstruktion

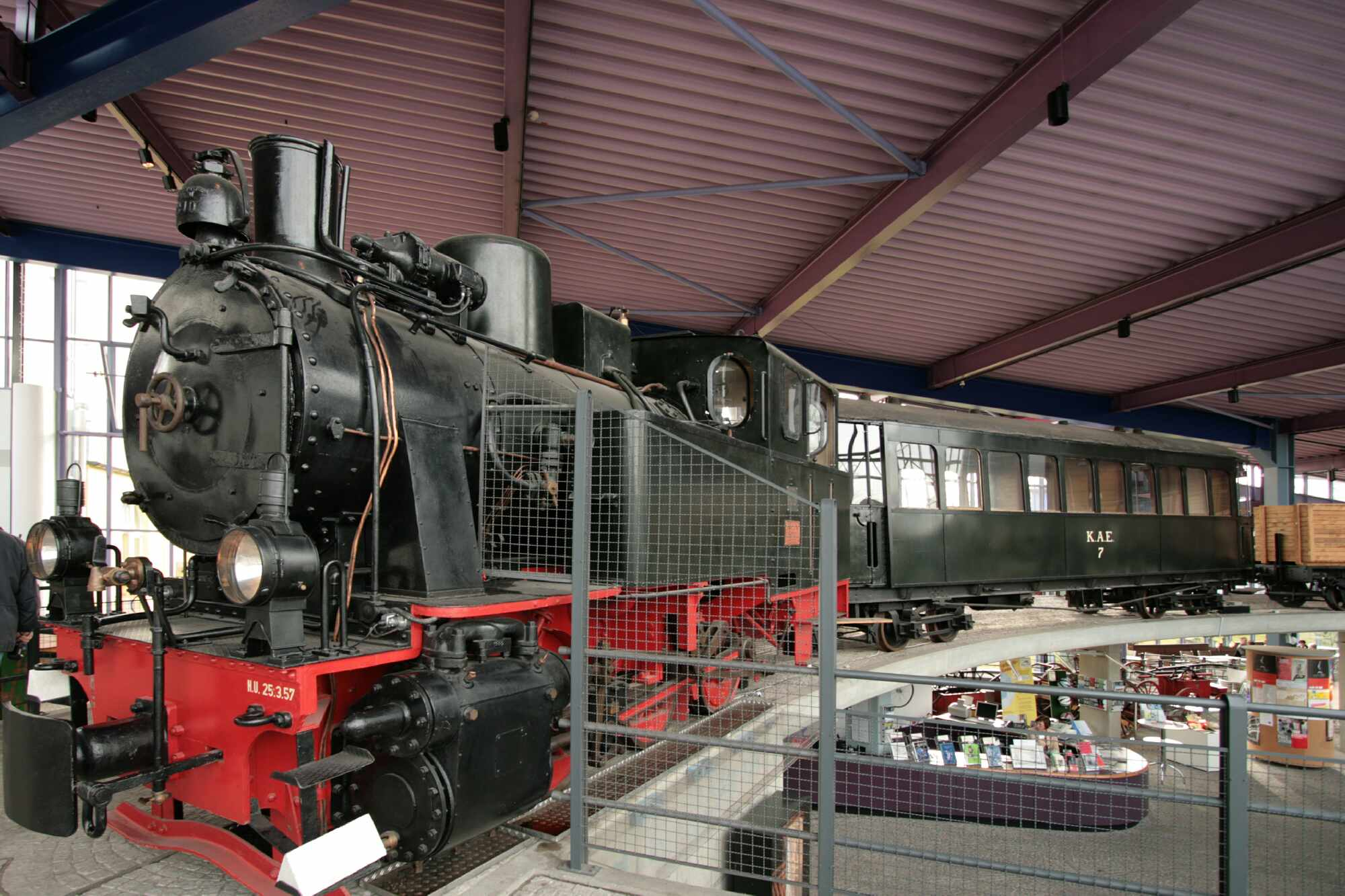
KAE 22 im Museum Lüdenscheid

Die sehr kurzen und gedrungen wirkenden Lokomotiven mit einem Achsstand von 2200 mm besaßen einen Blechrahmen, der teilweise als Wasserkastenrahmen ausgebildet war. In ihm waren die beiden äußeren Achsen fest im Rahmen gelagert, die mittlere Achse besaß ein Seitenspiel von ±25 mm, außerdem hatte sie geschwächte Spurkränze. Abgestützt waren sie in fünf Punkten. Die Kohlevorräte waren hinter dem Führerhaus gebunkert, die Wasservorräte in seitlichen Kästen sowie im Rahmen.
Der Lokkessel war ursprünglich für Nassdampfbetrieb ausgeführt, 1939 wurde ein Überhitzer eingebaut. Der Kessel besaß einen Planrost und einen über dem Rahmen liegenden Aschkasten. Er hatte eine kupferne Feuerbüchse und besaß Kesselrohre mit einer Länge von lediglich 1900 mm. Gespeist wurde der Kessel von zwei Strahlpumpen. Auf dem ersten Kesselschuss saß der Dampfdom und auf dem zweiten der Sanddom. Dieser wurde mechanisch betätigt und hatte je Triebwerksseite zwei Sandfallrohre, mit denen die vordere Achse gesandet werden konnte. Das Sicherheitsventil war nach Bauart Popp. Die Dampfmaschine war mit Heusinger-Steuerung ausgeführt. Obwohl als Nassdampflokomotive gebaut, besaßen die Zylinder bereits ab Werk Kolbenschieber. Auf Grund des zu erwartenden schweren Betriebes wurden alle Lager verstärkt ausgeführt.
Die Lokomotiven waren mit Saugluftbremse Bauart Körting und Handbremse ausgestattet. Ursprünglich besaßen sie Petroleumbeleuchtung, die ab 1953 durch eine elektrische Beleuchtung mit Turbogenerator ersetzt wurde.